# Sabrina Broos
Sabrina Broos est une joueuse de football belge née le 28 mai 1985 à Louvain.

## Palmarès
- Championne de Belgique (1): 2014 avec le Standard de Liège

## Statistiques

### Ligue des Champions
- 2010-2011 : 2 matchs avec le Saint-Trond VV
- 2013-2014 : 2 matchs avec le Standard de Liège